# ТЕС Герамар
3°33′59″ пд. ш. 44°33′28″ зх. д. / 3.56639° пд. ш. 44.55778° зх. д.
ТЕС Герамар I, II – теплова електростанція на північному сході Бразилії у штаті Мараньян. 
У 2010 році на майданчику станції ввели в експлуатацію 38 генераторних установок на основі двигунів внутрішнього згоряння Wärtsilä 20V32 загальною потужністю 331 МВт. ТЕС складається із двох черг по 19 генераторів, які певний час також були відомі як ТЕС Нова-Олінда та ТЕС Токантінополіс (Герамар I та II відповідно). 
Як паливо станція споживає нафтопродукти.